# آب سیب

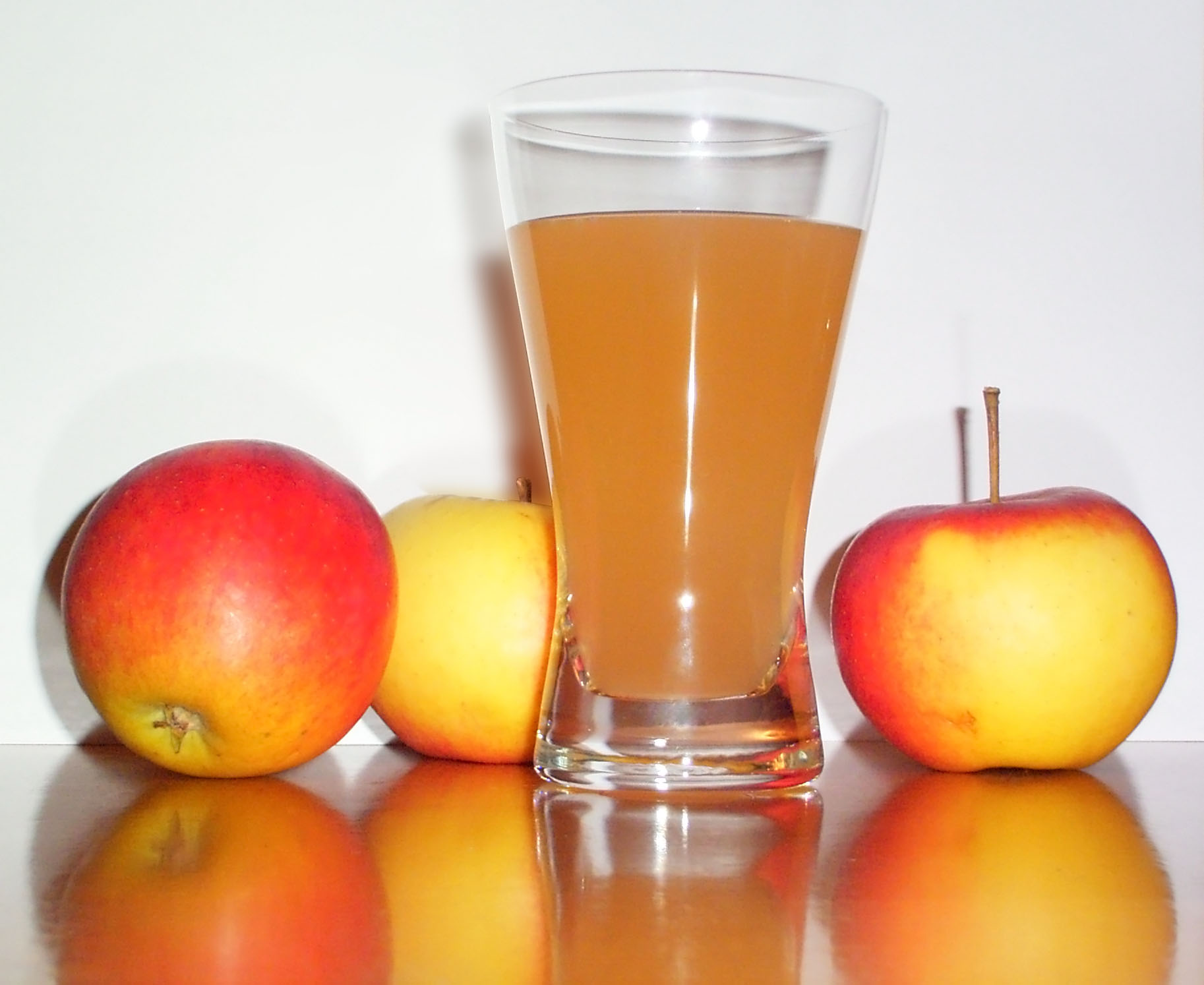
آب سیب همراه با سه سیب

آب سیب عصاره و آب‌میوه سیب است که معمولاً به رنگ زرد است. در این مایع مقدار فراوانی ویتامین، کلسیم، فسفر، سدیم و چند مواد معدنی و مفید دیگر دارد. مزه آن ترش و شیرین است.